# Oenanthe xanthoprymna
Chasco-persa ou chasco-curdo (Oenanthe xanthoprymna) é uma espécie de ave da família Muscicapidae.
Pode ser encontrada nos seguintes países: Afeganistão, Arménia, Azerbaijão, Barém, Chipre, Egito, Eritreia, Etiópia, Georgia, Índia, Irão, Iraque, Israel, Jordânia, Kuwait, Líbia, Nepal, Omã, Paquistão, Catar, Rússia, Arábia Saudita, Sudão, Síria, Tajiquistão, Turquia, Turcomenistão, Emirados Árabes Unidos, Uzbequistão e Iémen.